# Орден Заслуг (Сирия)
Орден «За гражданские заслуги» — государственная награда Сирийской Арабской Республики.

## История
10 апреля 1926 года Верховным комиссаром Франции в Сирии была учреждена Почётная медаль За заслуги с целью вознаграждения граждан за акты мужества и преданности. Медаль могла вручаться посмертно. Уже 1 августа 1927 года статут медали был изменён: награда была повышена до уровня ордена, было учреждено 4 степени.
25 июня 1953 года законодательным декретом № 153 вместо Почётного ордена За заслуги был учреждён орден «За гражданские заслуги» с похожим дизайном знаков в пяти классах. Орден вручается гражданам Сирии и иностранным гражданам за широкий спектр заслуг перед сирийским государством. Сирийские граждане награждаются последовательно от низшего класса к высшему.
Из-за своего внешнего вида у награды есть неофициальное название – «Орден стрел».

## Степени
- Орден специального класса
- Орден первого класса – знак ордена на чрезплечной ленте и звезда
- Орден второго класса – знак ордена на шейной ленте
- Орден третьего класса – знак ордена на нагрудной ленте с розеткой
- Орден четвёртого класса – знак ордена на нагрудной ленте
- Орден пятого класса

## Описание

### Почётная медаль За заслуги (1926-1927)
Знак медали представлял собой так называемую «Сирийскую звезду»: шестилучевая звезда, составленная из переплетённых стрел белой эмали с расширенными окончаниями, соприкасаясь с боковыми, образующими угловые соединения, заполненные штралами в виде растительного орнамента. Промежутки между стрелами и образованная ими при переплетении шестиконечная звездочка заполнены зелёной эмалью. Медаль при помощи переходного звена в виде двух пальмовых веточек крепится к ленте белого цвета с равновеликой зелёной полосой по центру.
На реверсе в центре надпись на французском: «ETAT DE SYRIE», а по окружности: «HONNEUR ET DEVOUEMENT».

### Почётный орден За заслуги (1927-1953)
В основу знака ордена был положен знак Почётной медали За заслуги. 
На реверсе в центре надпись на арабском языке: «СИРИЙСКИЕ ЗАСЛУГИ», а по окружности «ПОЧЁТ И ВЕРНОСТЬ»
Звезда ордена 1 класса представляла собой шестиконечную многолучевую звезду, состоящую из разновеликих двугранных лучиков с изображением знака ордена в центре.

### Орден «За гражданские заслуги» (с 1953)

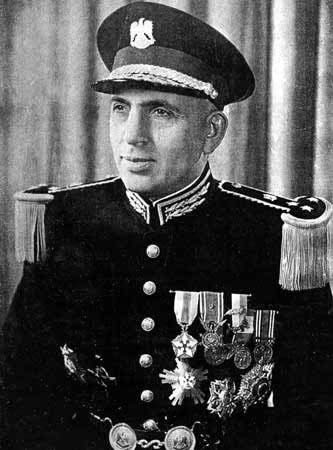
Президент Сирии Адиб аш-Шишакли с звездой ордена 1 класса и знаком ордена 4 класса на груди

Поскольку на знаке ордена центральная шестиконечная звезда, образуемая переплетением стрел, напоминала израильскую «звезду Давида», в 1953 году было принято решение об изменении дизайна ордена.
Количество стрел с шести уменьшено до пяти, в итоге знак ордена стал представлять собой пятиконечную звезду, составленную из переплетённых стрел белой эмали с расширенными окончаниями, соприкасаясь с боковыми, образующими угловые соединения, заполненные штралами в виде растительного орнамента. Промежутки между стрелами и образованная ими при переплетении пятиконечная звездочка заполнены зелёной эмалью. Знак при помощи переходного звена в виде двух пальмовых веточек крепится к орденской ленте.
На реверсе в центре надпись на арабском языке: «СИРИЙСКИЕ ЗАСЛУГИ», а по окружности «ПОЧЁТ И ВЕРНОСТЬ»
Лента ордена белого цвета с равновеликой зелёной полосой по центру.
Звезда ордена 1 класса представляла собой пятиконечную многолучевую звезду, состоящую из разновеликих двугранных лучиков с изображением знака ордена в центре.

## Галерея

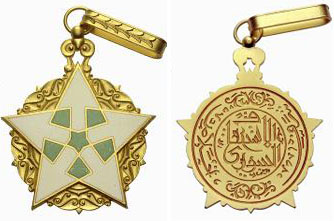
Знак ордена «За гражданские заслуги» I класса
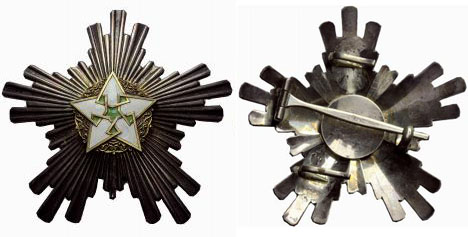
Звезда ордена «За гражданские заслуги» I класса.